# Lammartjärnen
Lammartjärnen är en sjö i Robertsfors kommun i Västerbotten och ingår i Kålabodaåns huvudavrinningsområde. Sjön har en area på 0,0502 kvadratkilometer och ligger 142,1 meter över havet.

## Delavrinningsområde
Lammartjärnen ingår i det delavrinningsområde (714629-173535) som SMHI kallar för Inloppet i Ultervattsträsket. Medelhöjden är 173 meter över havet och ytan är 32,58 kvadratkilometer. Det finns inga avrinningsområden uppströms utan avrinningsområdet är högsta punkten. Granån som avvattnar avrinningsområdet har biflödesordning 2, vilket innebär att vattnet flödar genom totalt 2 vattendrag innan det når havet efter 28 kilometer. Avrinningsområdet består mestadels av skog (82 procent). Avrinningsområdet har 0,09 kvadratkilometer vattenytor vilket ger det en sjöprocent på 0,3 procent.